# Pferd und Reiter Springen über ein Hindernis
Pferd und Reiter Springen über ein Hindernis (česky Kůň a jezdec skáčí přes překážku) je německý němý film z roku 1888. Režisérem je Ottomar Anschütz (1855–1921). Film byl natočen v Hannoveru v Dolním Sasku. Film trvá necelou minutu.

## Děj
Film zachycuje koně s jezdcem, jak skáče přes překážku.